# Commedia dell'arte (album)
Pour les articles homonymes, voir Commedia dell'arte (homonymie).
Commedia dell'Arte est un album de compositions de musique de concert de John Zorn jouées par cinq ensembles différents. Il s'agit d'une suite de cinq pièces inspirées des personnages de la Commedia dell'arte italienne : Harlequin (2014) pour un ensemble comprenant alto, flute, clarinette et basson; Colombina (2015) pour quatuor vocal; Scaramouche (2015) pour piano et section rythmique basse/batterie improvisée; Pulcinella (2015) pour quintet de cuivres; Pierrot (2015) pour quatuor de violoncelles.

## Titres
| No | Titre       | Durée |
| -- | ----------- | ----- |
| 1. | Harlequin   | 6:58  |
| 2. | Colombina   | 5:53  |
| 3. | Scaramouche | 6:19  |
| 4. | Pulcinella  | 5:18  |
| 5. | Pierrot     | 7:36  |

## Personnel
Harlequin
- Kyle Armbrust - alto
- Claire Chase - flute
- Rebekah Heller - basson
- Joshua Rubin - clarinette

Colombina
- Eliza Bagg ; Sarah Brailey; Rachel Calloway; Kirsten Solleck-Avella - voix

Scaramouche
- Stephen Gosling - piano
- Christian McBride - contrebasse
- Tyshawn Sorey - batterie

Pulcinella
- American Brass Quintet

Pierrot
- Jay Campbell ; Mihai Marica ; Mike Nicolas ; Jeff Zeigler - violoncelle